# Wärtsilä

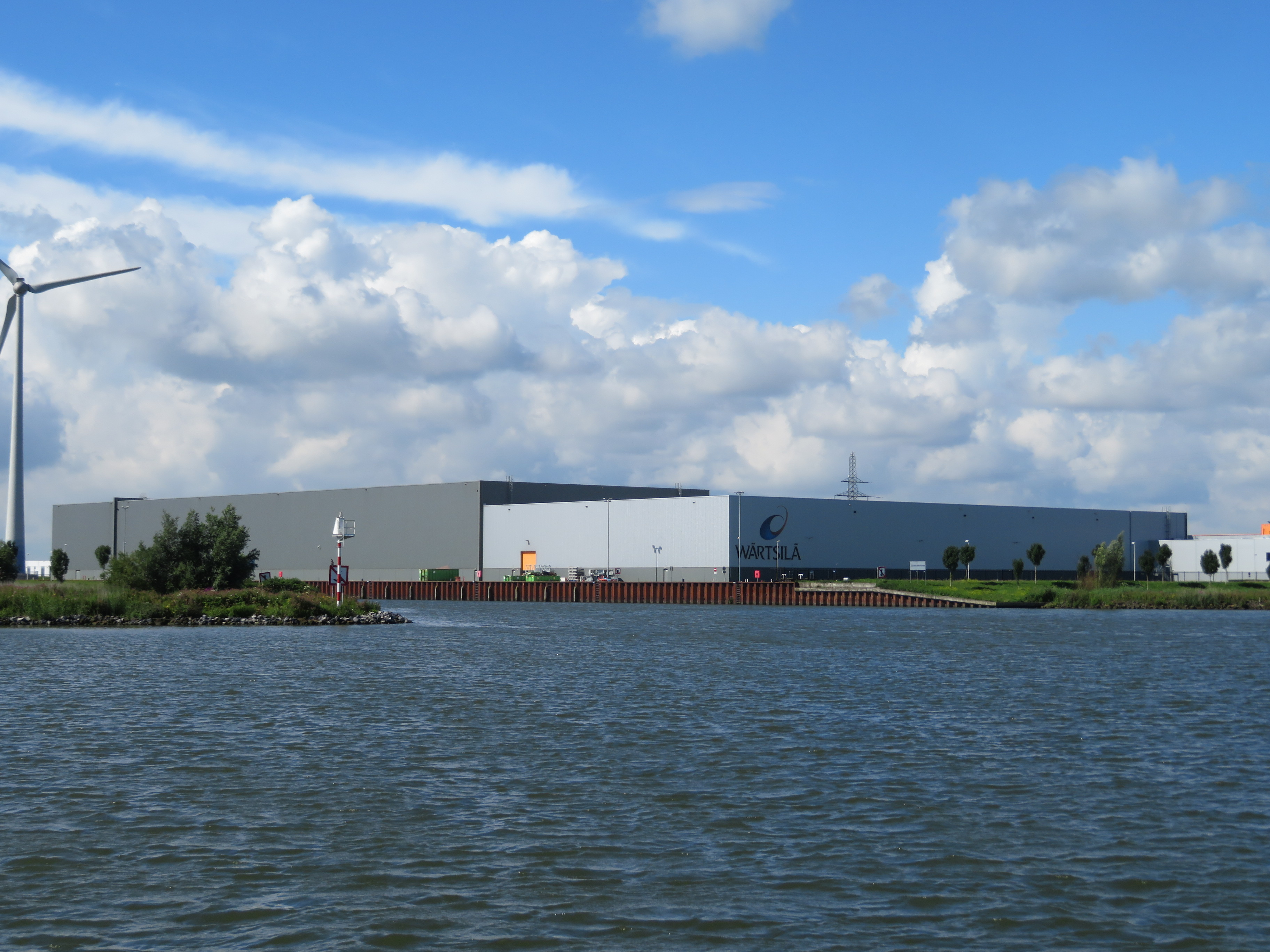
Het distributiecentrum in Kampen

Wärtsilä is een Fins concern dat het bouwen van dieselmotoren en scheepsschroeven voor schepen en elektriciteitscentrales als hoofdactiviteiten heeft. Het bedrijf heeft zijn hoofdkantoor in Helsinki.

## Activiteiten
Het bedrijf werd in 1834 opgericht als een werkplaats met een zaagmolen in Värtsilä in de regio Noord-Karelië.
In 2023 behaalde het een omzet van zes miljard euro. In dat jaar werd ongeveer 60% van de omzet gerealiseerd met de verkoop van scheepsmotoren en toebehoren en de rest van de omzet werd behaald met installaties voor de opwekking van elektriciteit. Hierbij zijn onderdelen, diensten en onderhoudswerkzaamheden inbegrepen. Ongeveer de helft van de omzet bestaan uit diensten en de andere helft uit verkopen van materieel. Er werken bijna 18.000 mensen verdeeld over 280 locaties in 79 landen.
De aandelen staan genoteerd aan de beurs van Helsinki en het bedrijf maakt onderdeel uit van de belangrijkste aandelenindex, de OMX Helsinki 25. De grootste aandeelhouder is het Zweedse Investor met 17,7% van de aandelen per november 2024.

### Benelux
De doorbraak van het bedrijf in de Benelux kwam in 1989, toen Stork-Werkspoor Diesel werd overgenomen. In 2002 werd de scheepsschroevenfabriek Lips in Drunen overgenomen. In 2015 had Wärtsilä zeven vestigingen in Nederland met in totaal 900 werknemers.
In oktober 1989 werd bekend dat Wärtsilä een meerderheidsbelang van 60% koopt in Stork-Werkspoor Diesel (SWD). Beiden maakten dieselmotoren, waarbij Wärtsilä op de tweede plaats stond wereldwijd, voor schepen en de opwekking van elektriciteit. Bij SWD werkten toen nog 840 mensen. SWD was voor 49,9% in handen van de Nederlandse overheid, hetzelfde belang had Stork en de laatste 0,2% was in handen van een onafhankelijke stichting. Wärtsilä nam het belang van de overheid over en om het belang op 60% te brengen gaf SWD nieuwe aandelen uit. Wärtsilä had toen een omzet van omgerekend twee miljard gulden en had 8000 medewerkers. In december 1989 was deze aandelenoverdracht afgerond.
In 1925 nam Max Lips een ijzergieterij in 's-Hertogenbosch over en verplaatste deze in 1939 over naar Drunen. De zoon van Max, Max junior, bouwde het bedrijf uit tot een scheepsschroevenfabriek. Hier werkten in de topjaren ongeveer 2500 mensen. Na vele overnames kwam Scheepsschroevengieterij Lips in handen van Wärtsilä. In 2008 werden er 800 scheepsschroeven geproduceerd. In hetzelfde jaar werd nog een nieuwe assemblagehal geopend.
Op 19 januari 2010 maakte de directie bekend dat Wärtsilä in Nederland 570 van de 1561 banen gaat schrappen. Als reden werd de omzetdaling aangegeven. De vestiging in Drunen werd, met 400 ontslagen, het zwaarst getroffen. Hier verdween de gehele productie naar de Volksrepubliek China, waar groeiende scheepsbouw-activiteiten bestaan. Alleen de research- en serviceafdeling, met 300 medewerkers, bleef bestaan. Ook de productievestiging in Zwolle werd gesloten. De gieterij-activiteit werd naar China en Spanje overgebracht. In Finland, Italië en Noorwegen werden ook productie-activiteiten afgestoten. In totaal gingen 1400 banen verloren.
In Kampen is in 2011 een wereldwijd distributiecentrum voor onderdelen gebouwd. Het centrum beheert de opslag van 250.000 productonderdelen van circa 10.000 toeleveranciers en verzorgt de distributie naar een van de 160 servicecentra in de wereld.
In Drunen is het "Technology and Service Centre" gevestigd alsmede de "Land and Sea Academy"' waar opleidingen gegeven worden in het plegen van onderhoud en service aan Wärtsilä-installaties.